# Porażyn (osada)
Porażyn – osada w Polsce, położona w województwie wielkopolskim, w powiecie nowotomyskim, w gminie Opalenica.
W latach 1975–1998 miejscowość administracyjnie należała do województwa poznańskiego.
Osada Porażyn (Porażyn-Ośrodek) jest siedzibą sołectwa o nazwie Porażyn-Dworzec, obejmujące miejscowości: Bukowiec Stary, Porażyn Ośrodek i Porażyn Tartak.
W dawnym pałacu gen. Kazimierza Sosnkowskiego należącym do Nadleśnictwa Grodzisk mieści się obecnie ośrodek szkoleniowo-wypoczynkowy.